# آیدر
آیدر (انگلیسی: Eider) شرکت پوشاک فرانسوی است، که در سال ۱۹۶۲ تأسیس شد.